# Lilly of the West
Lilly of the West е българска кънтри група, основана от Лили Друмева през 1996 година.
Името на групата е заимствано от Lily of the West – британска и ирландска народна песен, днес възприемана като американска песен.

## История
С първия си състав групата свири блуграс и кънтри. Освен Лили по онова време нейни членове са Росен Христов, Райко Пепеланов, Цветан Влайков. Има поредица участия в блуграс и кънтри фестивали из Европа, записва албум в Нидерландия.
Днес групата се състои от:
- Лили Друмева – вокал, китара, цигулка, мандолина;
- Михаил Шишков – банджо, слайд китара, хармоника, пиано;
- Свобода Боздуганова – контрабас;
- Ясен Василев – китара.

Репертоарът на групата включва авторски парчета и кавъри в стил кънтри, блуграс, суинг, джаз, ирландски и български фолклор.
През 1998-1999 година групата работи с Държавния фолклорен ансамбъл „Филип Кутев“, като записва в 1-во студио на БНР.
Има участия в ред кънтри и блуграс фестивали в България – например в „Банско джаз фест“,, в Европа, а също извън Стария континент.
„Lilly of the West“ участва в културния живот на Столичната община, например с концерт в Нощта на музеите. Групата е имала концерти отвъд океана, в щатите Тенеси и Кентъки, в САЩ.
През 2022 година излиза албумът „Swings & heartaches volume 2“ – колекция с евръгрийни в стил кънтри, суинг, блус. Албумите на групата са отразявани от музикалната преса в Европа и по света, например в германско издание.

## Дискография
- 1996 – „Lilly of the West“
- 1998 – „Live in Holland“
- 1999 – „Dear & kind“
- 2003 – „A Collection“
- 2007 – „Time after time“
- 2009 – „Lovin’ you“
- 2011 – „Swings & heartaches“
- 2022 – „Swings & heartaches volume 2“
- 2024 – „The Christmas album“